# Église Saint-Pierre-et-Saint-Paul de Sébeville
L'église Saint-Pierre-et-Saint-Paul est une église catholique située à Sébeville, en France.

## Localisation
L'église est située au sud-ouest du petit bourg de Sébeville, dans le département français de la Manche.

## Historique
L'édifice date des XVIIe et XVIIIe siècles[réf. à confirmer].

## Architecture
L'édifice est inscrit au titre des Monuments historiques depuis le 14 octobre 1970.

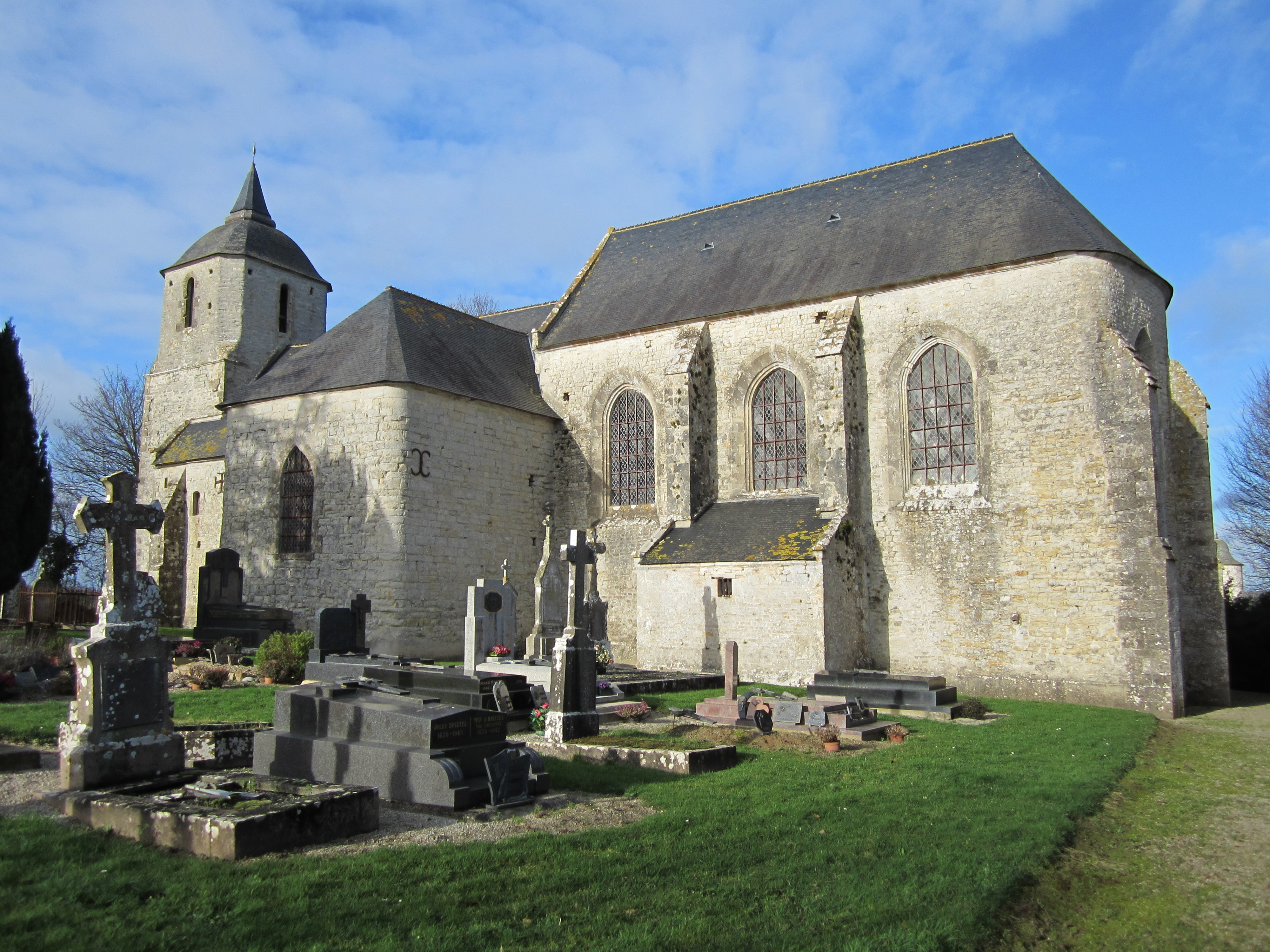
Vue du sud-est.
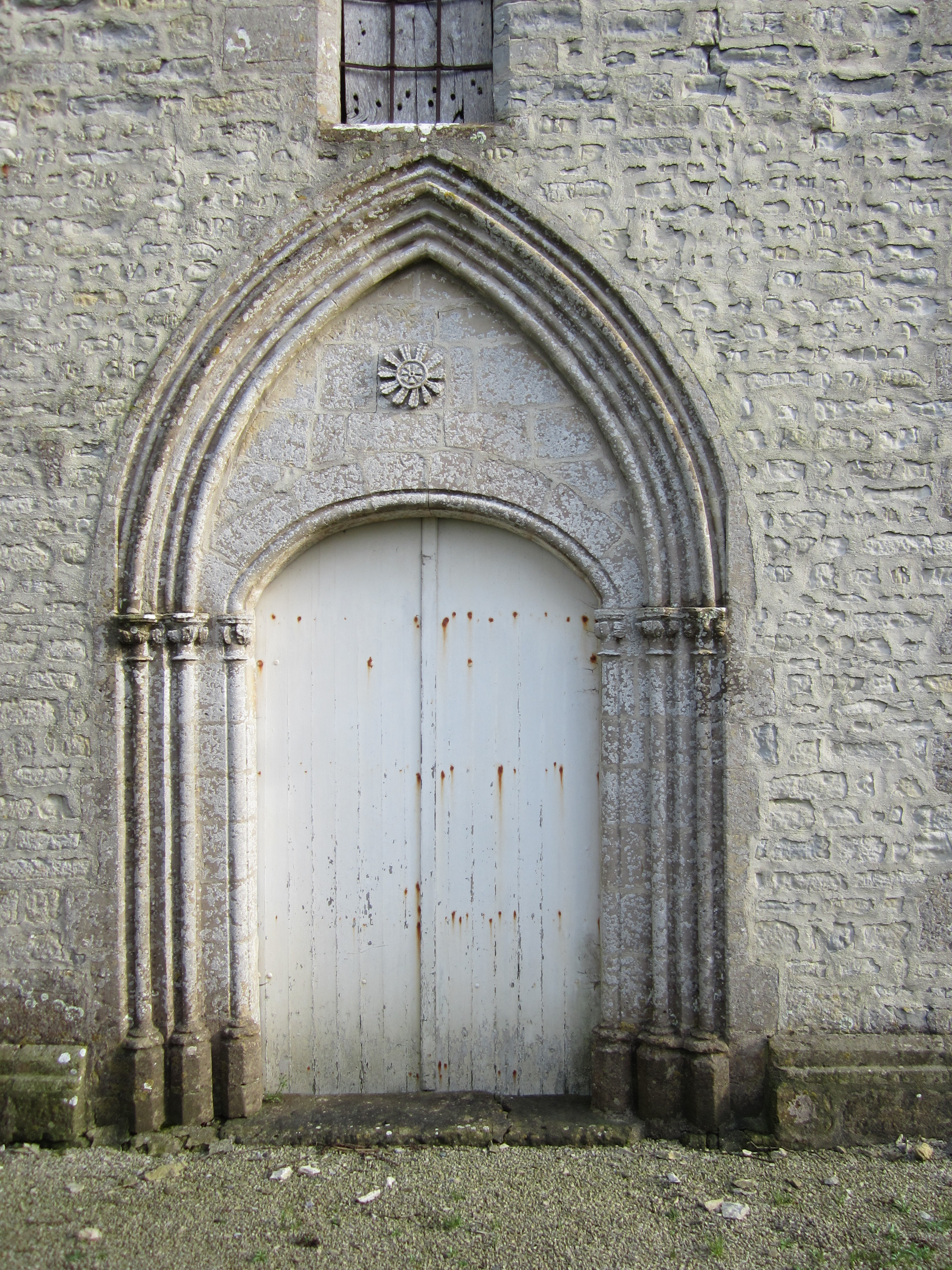
Le portail occidental.

### Menaces
Une association des Amis de l'église de Sébeville s'est constituée en 2009, afin de sauvegarder l'édifice, considéré menacé de délabrement. Elle a ainsi fait effectuer des travaux de drainage, la pause de chéneaux et la réfection du mur de la chapelle sud. Devant l'ampleur des travaux nécessaires à la réfection du clocher — dont l'état a nécessité la fermeture au public de l'édifice en 2014 —, l'association fait appel en 2018 au site Patrimoine 13 h du groupe TF1,, créé en septembre 2018 pour recueillir des dons destiner à la sauvegarde du patrimoine français.